# Burg (Spreewald) (stacja kolejowa)

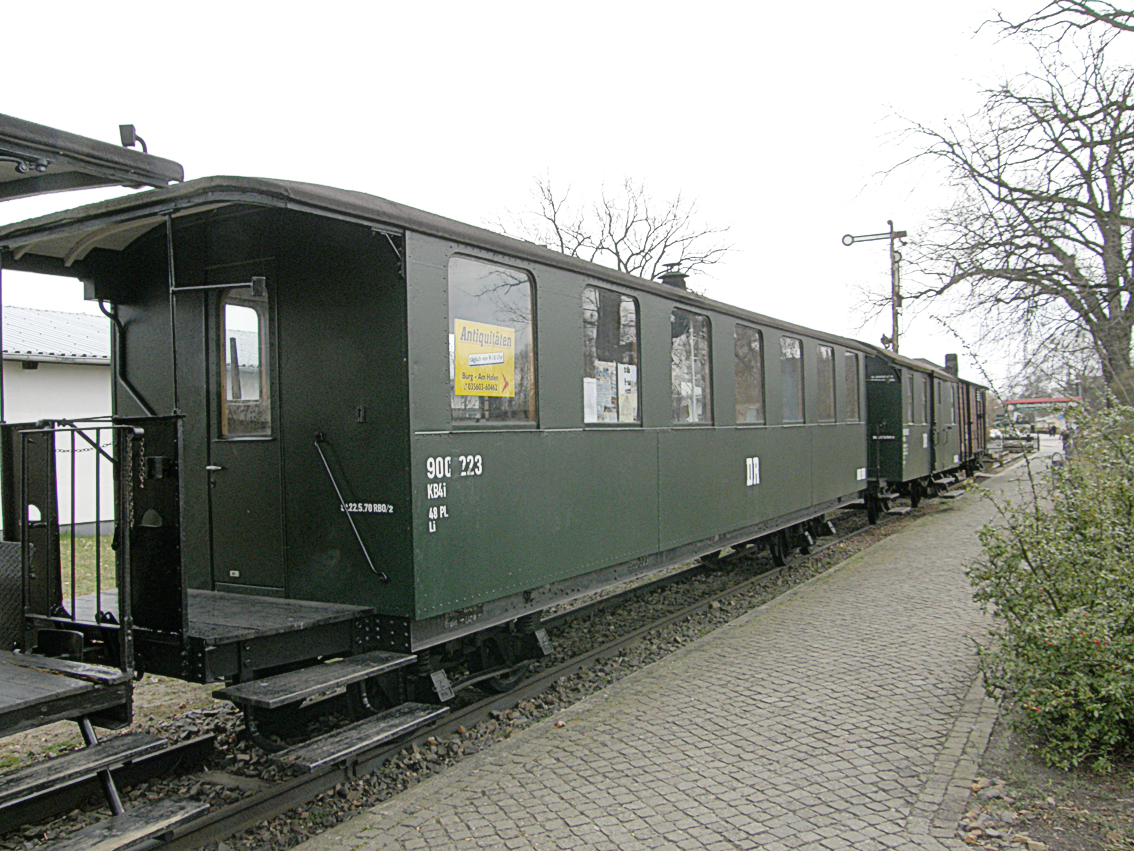
Wystawa taboru

Burg (Spreewald), także niem. Erlebnisbahnhof Burg – budynek stacji kolejowej w Burgu (Spreewald), dolnołuż. Bórkowy (Błota), na Łużycach. Dworzec wybudowano w 1898 wraz z linią kolejową z Lubina, przez Straupitz do Chociebuża, na kilometrze 33,8.
Od czasu zamknięcia wąskotorowej (1000 mm) sieci kolejowej Spreewaldbahn (dolnołuż. Błośańska zeleznica) w dniu 3 stycznia 1970, stacja jest nieczynna w sensie przewozowym. W związku z dużą wartością historyczną stacji w Burg, pozostawiono dworzec w niezmienionym stanie. Służy on ruchowi turystycznemu jako restauracja i pensjonat. Na terenie torowisk stacyjnych utworzono natomiast wystawę taboru kolejowego związanego ze Spreewaldbahn.

## Tabor wystawiany na torowiskach stacyjnych
Wagony:
- 901-207, Werdau, 1908, KBi – ex DR
- 900-223, Werdau, 1924, KB4i – ex DR
- 901-201, Breslau, 1897, KBi – ex DR
- 901-205, Breslau, 1897, KBi – ex DR
- 905-001, Breslau, 1898, KD – ex DR
- 99-51-53, 1900, pług odśnieżny – ex DR
- 99-52-55, 1897, Gw – ex DR
- 99-52-02, Breslau, 1897, Gw – ex DR
- 99-52-03, Uerdingen, 1902, Gw – ex DR
- 99-52-06, Uerdingen, 1902, Gw – ex DR
- 99-52-51, Breslau, 1934, GGw – ex DR

Ponadto istnieje możliwość przejazdów drezynami po torowiskach w obrębie stacji.